# 吸血鬼家庭屍篇
是一部於2014年上映的紐西蘭仿紀錄喜劇恐怖電影，由傑梅奈·克萊門特和塔伊加·維迪提共同執導。電影定於2015年2月13日在美國上映。

## 劇情
故事敘述4個吸血鬼室友維亞戈、迪肯、佛拉迪斯拉夫，還有已經8000歲的殭屍彼特為空間分配而爭吵，他們還得努力適應現代社會。然而他們正要面臨了前所未有的生存挑戰，就是洩漏了吸血鬼身份，並驚動警方和認識人類好友尼克……

## 演員
- 塔伊加·維迪提 飾 維亞戈
- 傑梅奈·克萊門特 飾 佛拉迪斯拉夫
- 喬納森·布魯恩 飾 迪肯
- 本·弗蘭舍姆（英语：Ben Fransham） 飾 彼特
- 賈姬·範·比克 飾 賈姬
- 柯里·岡薩雷斯-馬喬爾 飾 尼克
- 斯圖·盧瑟福 飾 斯圖
- 瑞斯·達比（英语：Rhys Darby） 飾 安東
- 埃塞爾·羅賓遜 飾 凱薩琳
- 埃倫娜·施特傑科 飾 寶琳
- 凱倫·奧利里 飾 奧利里警官
- 麥克·米洛 飾 米洛警官

## 製作
故事根據傑維迪提和克萊門特於2005年的短片故事《What We Do in the Shadows: Interviews with Some Vampires》改編而成。

## 評價
爛番茄新鮮度96%，基於157條評論，平均分為7.8/10，而在Metacritic上得到76分，IMDB上得7.6分。